# Italien ved sommer-OL 2012
Italien deltog ved Sommer-OL 2012 i London som blev arrangeret i perioden 27. juli til 12. august 2012. 

## Medaljer
| 2012 London | Guld | Sølv | Bronze | Total |
| Italien     | 8    | 9    | 11     | 28    |